# Morphopsis derhion
Morphopsis derhion är en fjärilsart som beskrevs av Hans Fruhstorfer 1916. Morphopsis derhion ingår i släktet Morphopsis och familjen praktfjärilar. Inga underarter finns listade i Catalogue of Life.